# Пролив Невельского
Проли́в Невельско́го — пролив между материком Евразия и островом Сахалин. Соединяет Татарский пролив с Амурским лиманом. Длина около 56 км, наименьшая ширина до 8 км, глубина на фарватере до 7,2 м. Скован льдом с конца января по март.

## География
Входные мысы с севера: мыс Лазарева (Азия) и Погиби (Сахалин); с юга: мыс Муравьёва (Азия) и Уанги (Сахалин). На западном берегу в пролив с материка вдаётся мыс Средний.
В западной части пролива находится бухта Невельского.

## Транспортный переход через пролив
Под проливом в 1950-х годах предполагалось построить сахалинский тоннель. В настоящее время идея тоннеля упоминается в прессе достаточно часто, однако официальных заявлений о планах нет. 22 ноября 2017 года стало известно, что проектирование железнодорожного моста на Сахалин начнётся в 2018 году. Мост станет частью железнодорожной магистрали, которая соединит станцию Селихи́н на БАМе и станцию Ныш на острове Сахалин.
Другой проект — дамба, которая перегородит пролив и может использоваться как мост, соединяющий материк с Сахалином. Утверждается, что побережье Японского моря в Хабаровском и Приморском краях потеплеет. Оппоненты же приводят версию, что холодное Приморское течение, идущее вдоль берегов, никак не связано с проливом Невельского, а влияет на температуру воды в основном течение из пролива Лаперуза.